# Borboleta-coruja
As borboletas-coruja são borboletas pertencentes ao gênero Caligo. São típicas da América do Sul.

## Descrição

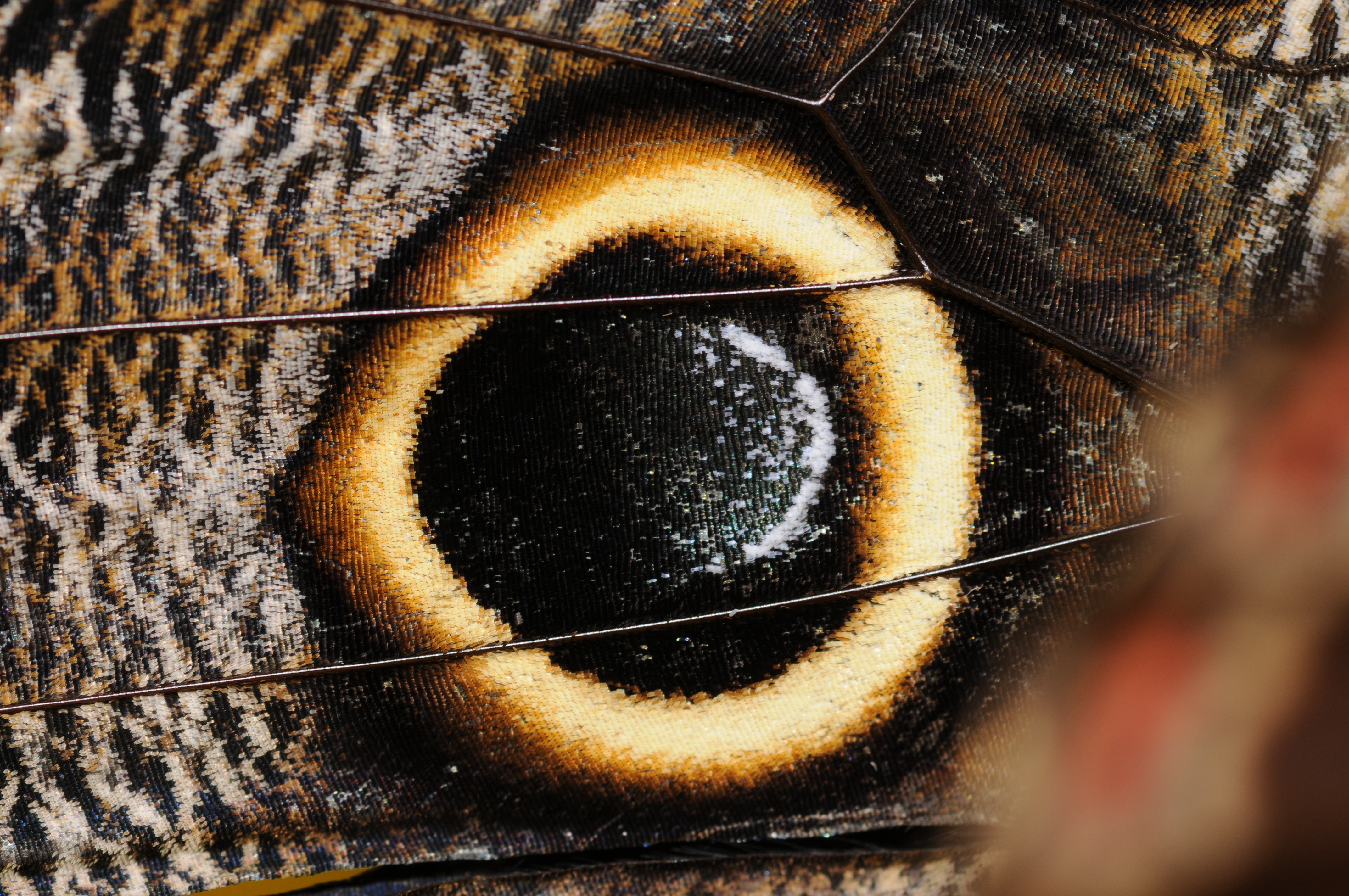
Detalhe da asa

Tem esse nome pois nas asas, pelo lado de dentro, ela tem um desenho semelhante ao rosto de uma coruja, com destaque para os olhos enormes e abertos. Dizem que esta estampa serve de maneira eficiente para driblar seus predadores. Ou seja: parece um animal maior e mais perigoso do que realmente é. Também é conhecida como corujão.
Já pelo lado de fora, tem um azul magnífico, com detalhes em preto (aliás, a asa azul nunca perde a sua cor, mesmo depois de anos de sua morte). De hábitos crepusculares quando adulta (voa lentamente ao amanhecer e ao anoitecer), ela é um dos maiores exemplares de borboletas que se tem notícia (chega a medir até 18 centímetros de envergadura).
Efêmera, como a maior parte das espécies, a borboleta-coruja vive aproximadamente três meses. Mas até chegar a esta fase (entenda-se a metamorfose completa) leva cerca de 105 dias. Em geral as fêmeas são maiores e menos coloridas que os machos. Uma coisa é certa: nenhum exemplar é igual ao outro (como uma impressão digital). 

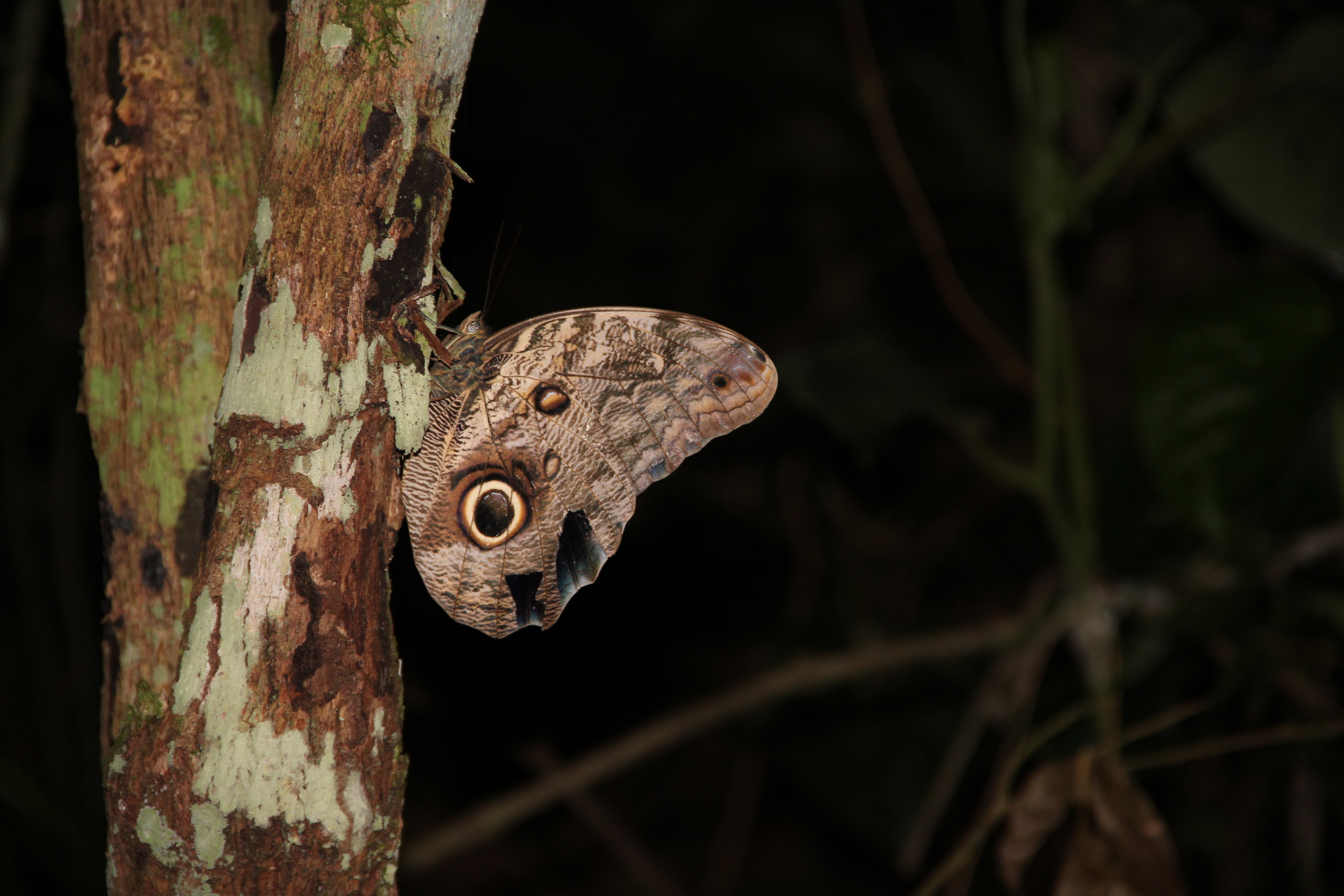
Borboleta-coruja, Ilha Grande, Brasil

Um de seus principais inimigos são vespas parasitas, que atacam seus ovos, suas lagartas e até as pupas. Inseticidas usados nas plantações, também costumam causar sua morte. Soma-se a isso, está ameaçada por captura criminosa e pela destruição de seu habitat.  

## Sinonímia
- Hamadryas Mikan, 1821
- Pavonia Godart, 1824
- Aerodes Billberg, 1920

## Espécies

Caligo brasiliensis

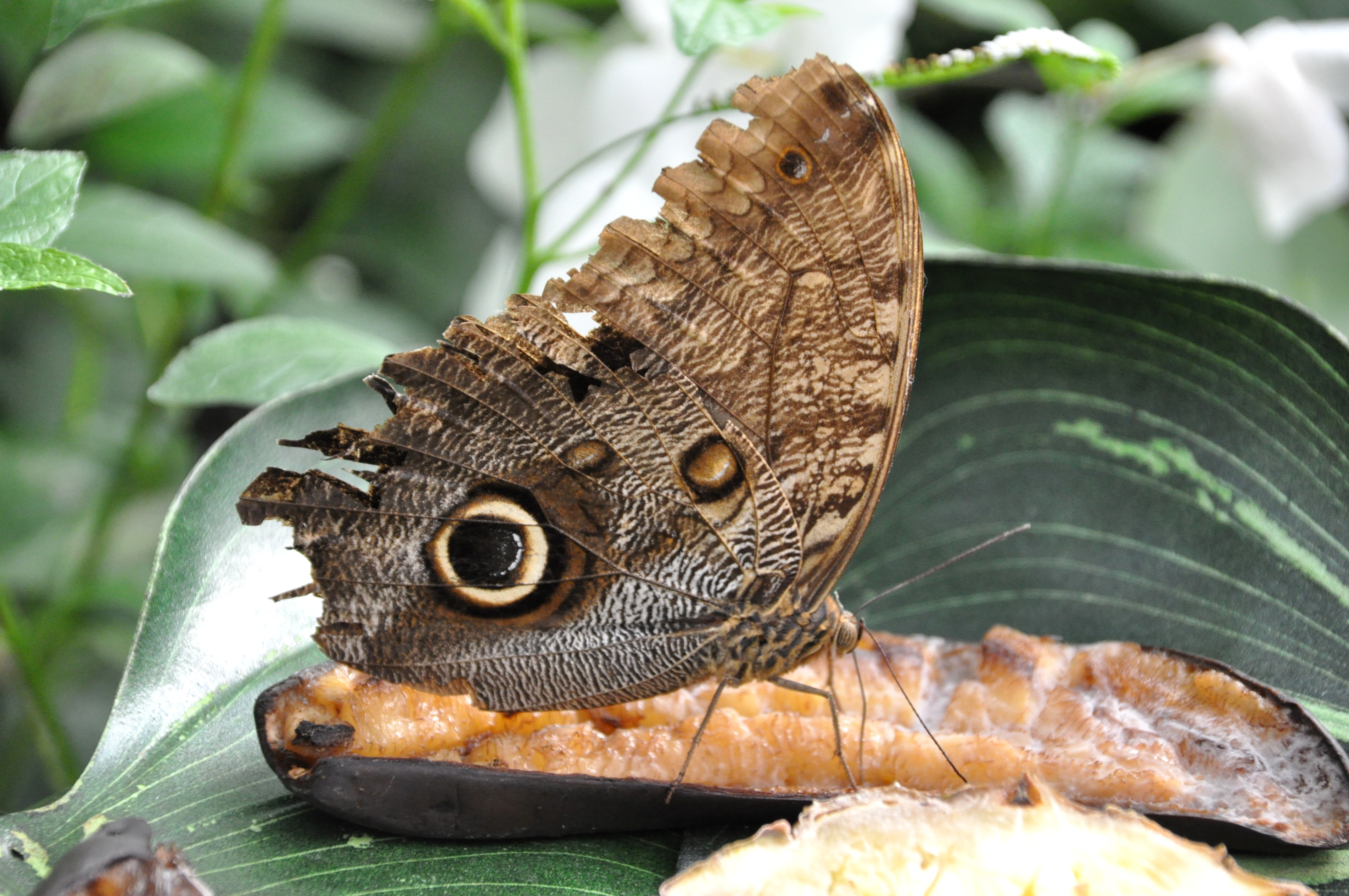
Caligo beltrao

### Grupoarisbe
- Caligo arisbe
- Caligo martia
- Caligo oberthurii

### Grupoatreus
- Caligo atreus
- Caligo uranus

### Grupobeltrao
- Caligo beltrao

### Grupoeurilochus
- Caligo bellerophon
- Caligo brasiliensis
- Caligo eurilochus
  - C. e. mattogrossensis
  - C. e. livius
- Caligo idomeneus
  - C. i. idomenides
- Caligo illioneus
- Caligo prometheus
- Caligo suzanna
- Caligo telamonius
- Caligo teucer

### Grupooileus
- Caligo oedipus
- Caligo oileus
- Caligo placidianus
- Caligo zeuxippus

### incertae sedis
- Caligo euphorbus
- Caligo superbus